# Graphis sauroidea
Graphis sauroidea är en lavart som beskrevs av Leight. Graphis sauroidea ingår i släktet Graphis och familjen Graphidaceae.   Inga underarter finns listade i Catalogue of Life.